# Nukuʻalofa Tonga Temple
Der Nuku'alofa Tonga Temple (früher: Tongan Temple) ist der 25. Tempel der Kirche Jesu Christi der Heiligen der Letzten Tage (LDS Church) und der 23. Tempel, der in Betrieb ist. Er liegt in der Mitte von Tongatapu, der Hauptinsel des Inselstaates Tonga, in der Nähe von Matangiake. Das Gebiet wird nach der kircheneigenen Highschool gewöhnlich als Liahona bezeichnet. Die namengebende Hauptstadt von Tonga, Nukuʻalofa, ist mehrere Kilometer entfernt.

## Architektur
Der Tempel ist der einzige Tempel der Kirche in Tonga. Sein Bauplan gleicht dem der anderen Tempel im Südpazifik (Beispielsweise Apia Samoa Temple, 2005; Papeete Tahiti Temple) und wurde nach dem Vorbild der modernen eintürmigen Tempel (Bern-Tempel, London-Tempel) errichtet. Der Großteil der Bauarbeiten wurde durch Arbeits-Missionare von Neuseeland und anderen südpazifischen Inseln ausgeführt.
Der Tempel steht auf einem Landstück von 2 ha, hat zwei Ordinance Rooms und drei Sealing Rooms und eine Gesamt-Nutzfläche von 1.353,8 m².

## Geschichte
Der Nuku'alofa Tonga Temple wurde am 2. April 1980 angekündigt und bereits am 9. August 1983 von Gordon B. Hinckley eingeweiht.
Im Juli 2006 wurde er für Renovierungsarbeiten zeitweise geschlossen. Es wurde daraufhin vom 29. September bis 20. Oktober 2007 Open House angeboten und der Tempel am 4. November 2007 von Russell M. Nelson feierlich wiedergeweiht.
Eric B. Shumway wurde nach Ende seiner Amtszeit als Präsident der Brigham Young University-Hawaii 2007 Temple President.